# Schwoben
Schwoben je francouzská obec v departementu Haut-Rhin v regionu Grand Est. V roce 2014 zde žilo 232 obyvatel.

## Poloha obce
Sousední obce jsou: Bettendorf, Hausgauen, Hirsingue, Tagsdorf a Wittersdorf.

## Vývoj počtu obyvatel
Počet obyvatel